# Wadi (Maharashtra)
Wadi es una ciudad censal situada en el distrito de Nagpur en el estado de Maharashtra (India). Su población es de 54048 habitantes (2011). Se encuentra a 10 km de Nagpur.

## Demografía
Según el censo de 2011 la población de Wadi era de 54048 habitantes, de los cuales 28143 eran hombres y 25905 eran mujeres. Wadi tiene una tasa media de alfabetización del 92,73%, superior a la media estatal del 82,34%: la alfabetización masculina es del 95,71%, y la alfabetización femenina del 89,61%.